# Аерологија
Аерологија је грана метеорологије која се бави методама за систематско испитивање дијела атмосфере који није под непосредним утицајем Земљине површине. 
Врсте аеролошких мјерења:
- Радио сондажа - основни метод мјерења. Овдје се подиже радио-сонда помоћу гуменог балона, ракете на висине до 30-40 km. При уздизању сонда емитује радио сигнале с подацима очитаним са сензора о притиску, температури, влажности ваздуха, брзини вјетра и другим величинама.
- Авионски метеорограф - метеорограф се диже авионом на висину 10-12 km и непосредно се биљеже подаци о стању ваздуха.